# F&Fビル
F&Fビル（エフエフビル、F&F Buildings）は、東京都武蔵野市吉祥寺本町にある商業・文化ビル。武蔵野市が主導する吉祥寺駅周辺再開発事業により建設され、一般財団法人武蔵野市開発公社が運営する。
A棟、B棟の2館に分かれており、核テナントのショッピングセンター「コピス吉祥寺」を中心に、武蔵野市立吉祥寺美術館などで構成される。
本項では、かつて核テナントとして出店していた百貨店の伊勢丹吉祥寺店についても述べる。

## 概要
昭和40年代、当時の武蔵野市長・後藤喜八郎の主導による吉祥寺駅周辺再開発事業の目玉として、旧藤村音楽体操学校（1964年（昭和39年）ごろ解体）の跡地に大手百貨店の伊勢丹を誘致することが決定した。
1968年（昭和43年）に着工、1971年（昭和46年）11月に竣工、11月10日には伊勢丹吉祥寺店が開業した。建物設計はアール・アイ・エーが担当。
翌1972年（昭和47年）には専門店フロア「F&F・専門店街」（現・コピスエフエフ）が入り、同年3月に全面開業した。それ以後、武蔵野市民や吉祥寺を訪れる買い物客からは「FFビル」の名で親しまれてきた。吉祥寺を代表する商店街のひとつである「吉祥寺サンロード商店街」と同時期に開業した。
2000年代以降は建物の老朽化が著しかったことから、2004年（平成16年）より2年かけて耐震改修・外装リニューアル工事を行った。また2008年（平成20年）にはA棟入口にドライミスト発生装置が設置された。
2010年（平成22年）夏頃まで、A棟（エフエフ専門店街棟、現：コピスエフエフ）前にはからくり時計が設置されていた。コピス吉祥寺開業後は、B棟3階の連絡通路脇に移設されている。
核テナントとして誘致された伊勢丹吉祥寺店は、ビル開業以来営業してきたが、百貨店業界の不振に加え、吉祥寺の商業施設集積による競争激化で売上低迷が続き、三越伊勢丹ホールディングスの構造改革として2009年5月に撤退を決定。翌2010年（平成22年）3月14日をもって閉店し、38年4か月の歴史に幕を下ろした。
伊勢丹の閉店から半年後の10月15日、三菱商事都市開発株式会社の運営する商業施設「コピス吉祥寺」が開業した。「コピス吉祥寺」開業に合わせて内外装ともリニューアルされており、元町通り側にあるゲートは伊勢丹末期からの三角形からCoppiceロゴ入りの四角形のものに変更された。
伊勢丹の名残からか、コピス吉祥寺の開業後も「旧伊勢丹」「伊勢丹跡・伊勢丹跡地」「伊勢丹だった所」などと呼ばれることがある。

### 株式会社エフエフショッピングセンター
1979年（昭和54年）10月には、ショッピングセンター運営会社として「株式会社エフエフショッピングセンター」が設立された。
伊勢丹から遅れて開業した専門店街（現・コピスエフエフ）が期待通りの売り上げには至らず、新テナント誘致など商業活性化のため、武蔵野市と開発公社、伊勢丹などの出資で設立された。
しかし、伊勢丹が赤字がかさんだため開発公社に賃料値下げを要求したり、エフエフ側が耐震補強と外装リニューアルが必要になったなど、問題が山積みとなり、2004年（平成16年）3月に株式会社エフエフショッピングセンターは解散した。

### 所在地
- 東京都武蔵野市吉祥寺本町1丁目8-16（A棟）、1丁目11-5（B棟）

### 交通アクセス
- JR中央本線・京王井の頭線吉祥寺駅北口下車、徒歩3～5分
- ムーバス吉祥寺北西循環（2号線）「21 コピス吉祥寺前」「41 コピス吉祥寺前」下車

ムーバス開業から2010年4月までのバス停名称は「FF・伊勢丹前」、5月から半年間は「FFビル前」だった。
- 関東バス西10系統・吉80系統「コピス吉祥寺前」下車（吉祥寺駅行きのみ停車）

2010年12月14日までのバス停名称は「FF前」だったが、12月15日から変更された。

## 沿革
- 1968年（昭和43年）

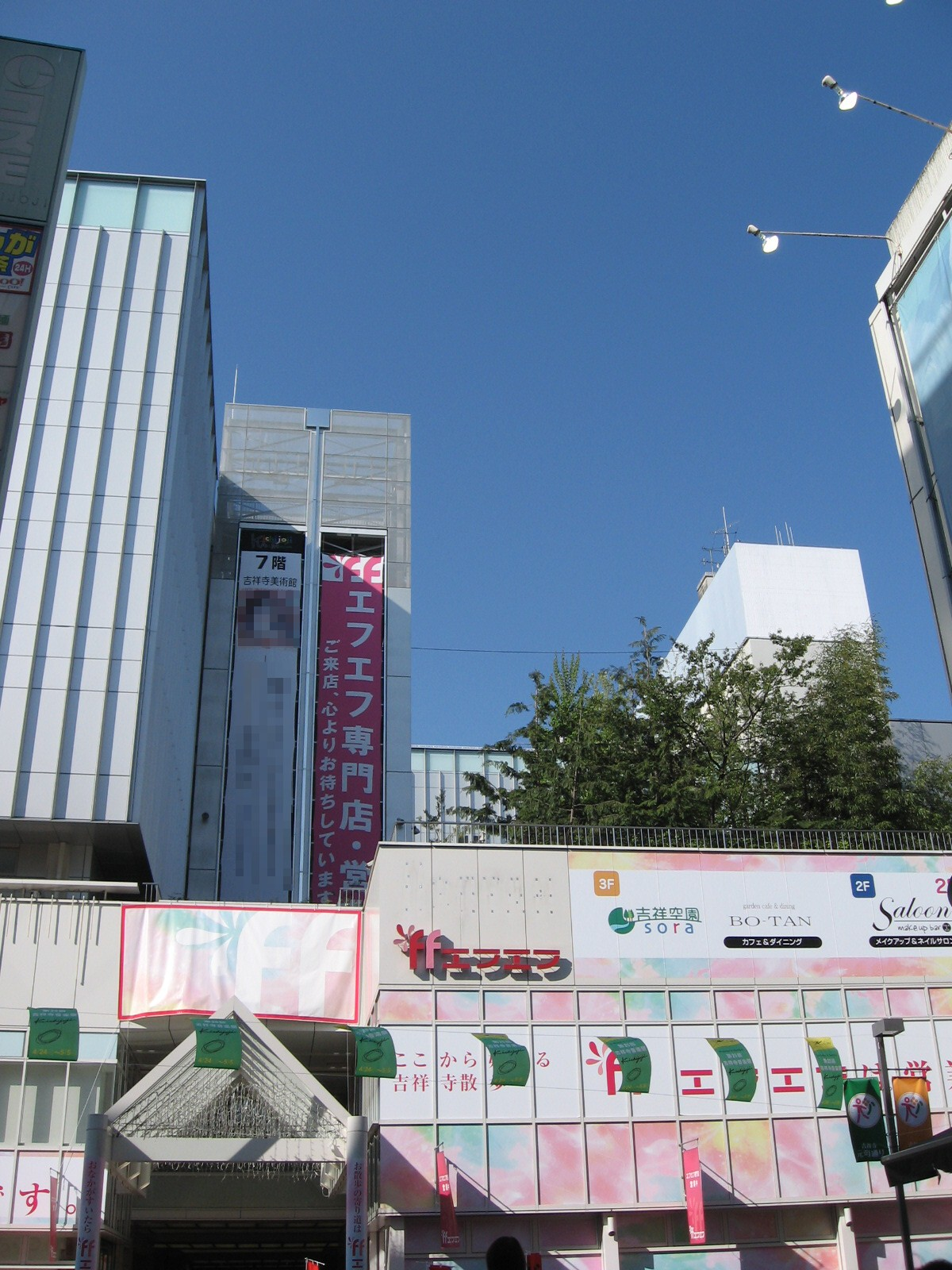
伊勢丹閉店後のF&Fビル（2010年4月撮影）

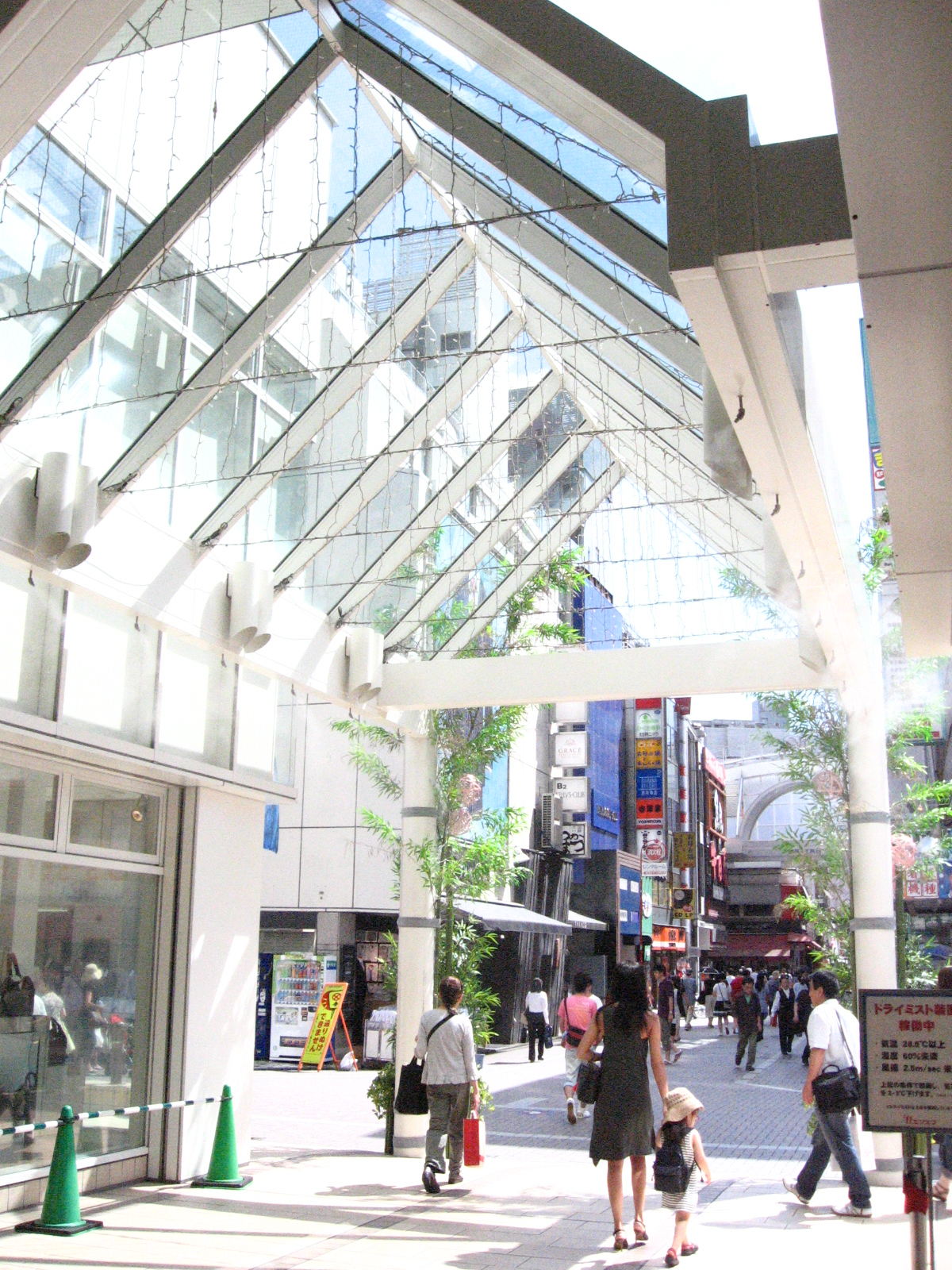
ドライミスト発生装置（2009年撮影）

  - 8月 - 財団法人武蔵野市開発公社設立。
  - 月日不明 - 旧藤村音楽体操学校跡地に着工。
- 1971年（昭和46年）
  - 11月 - B棟完成。
  - 11月10日 - 伊勢丹吉祥寺店オープン。
- 1972年（昭和47年） 3月 - A棟完成。エフエフショッピングセンターオープン。
- 1979年（昭和54年）10月 - 株式会社エフエフショッピングセンター設立（2004年（平成16年）3月会社解散）。
- 1998年（平成10年）10月 - エフエフビル耐震補強工事推進委員会を設置。
- 2002年（平成14年） 2月 - 武蔵野市立吉祥寺美術館オープン。
- 2003年（平成15年） 3月 - エフエフビル「耐震改修・外装リニューアル工事基本構想」を策定。
- 2004年（平成16年）
  - 4月 - 耐震改修・外装リニューアル工事実施設計完了。
  - 5月 - 耐震改修・外装リニューアル工事に着工。
  - 7月 - A棟1階と地下1階のリモデル工事に着工。
- 2006年（平成18年）11月 - グランドリニューアルオープン。屋上庭園「吉祥空園sora」（現在は撤去）オープン。
- 2008年（平成20年）
  - 2月 - 特別高圧受変電設備更新工事に着工。
  - 6月、ドライミスト発生装置を設置。
- 2009年（平成21年）
  - 5月 - 三越伊勢丹ホールディングスが、伊勢丹吉祥寺店を2010年3月で閉店すると発表[1]。
  - 9月11日 - フリーマガジン「FF」発行開始。
  - 10月 - 伊勢丹閉店後の後継テナント契約先として、武蔵野市と開発公社が三菱商事都市開発と調整開始。
  - 11月 - 三菱商事都市開発と正式契約。
- 2010年（平成22年）
  - 3月14日 - 伊勢丹吉祥寺店が閉店[1]。
  - 10月15日 - コピス吉祥寺がオープン。

## コピス吉祥寺
コピス吉祥寺（コピスきちじょうじ、coppice KICHIJOJI）は、三菱商事都市開発株式会社（三菱商事の子会社）が管理運営するショッピングセンター。2010年（平成22年）10月15日に開業した。

### 施設概要
B館全館（旧・伊勢丹）および A館地上1 - 6階・地下1階（コピスエフエフ含む）を使用し、2館100店舗前後で構成される。伊勢丹閉店後も引き続き営業していたエフエフ専門店街も引き続き「コピスエフエフ (coppice ff) 」として営業を行っている。
施設のコンセプトは「Kichijoji Style Community（吉祥寺スタイル・コミュニティ）」で、主に20代後半 - 30代前半のニューファミリーとその親世代を中心ターゲットとする。名称の「コピス」は、英語で「雑木林・小さな森」という意味の"Coppice"であり、またco（共に生きる）+(s)pice（活気づける・刺激する）の2つの意味合いも込められている。
吉祥寺パーキングプラザと特約駐車場契約を結んでいる（2010年3月14日までは伊勢丹吉祥寺店も特約駐車場契約を結んでいた）。
コピス吉祥寺の有力テナントとして、当初はH&Mが挙がっていると『日本経済新聞』などで報道されたが、設備や賃料などの条件が折り合わず、出店交渉が破談となり実現しなかった。

### 歴史
2009年（平成21年）秋、翌年3月で伊勢丹の閉店が決定した（後述）のに伴い、武蔵野市と開発公社（ビル所有者）が三菱商事都市開発（以下、三菱）を後継テナントの第一優先交渉権者とし、新たに都市型ショッピングセンターが出店されることになった。これは武蔵野市長邑上守正の主導による吉祥寺駅周辺地区の再開発プロジェクト『進化するまち「NEXT―吉祥寺」』の目玉の一つとなった。
2010年（平成22年）5月12日には伊勢丹による建物の明け渡しが行われ、開業に向けての改装工事とテナントの調整に入り、また改装工事費用として開発公社が13億円弱を投資し、各テナント補強のために三菱が8億円強を出資した。
2010年（平成22年）7月26日に、施設名称を「コピス吉祥寺」（Copicce Kichijoji）と決定、10月15日に開業を迎えた。

### 店舗・店内施設

#### 主な店舗
- 三浦屋（食料品スーパー）- 地下1階
- 石井スポーツ（スポーツ用品）- B館4階
- ジュンク堂書店 - B館6・7階。店舗面積3,400㎡と、吉祥寺最大の書店となる。
- キャラパーク吉祥寺 - A館6階

など

#### コピスエフエフ
コピスエフエフ（coppice ff）は、本ビルA館下層階で営業していた専門店街。1・2階と地下1階、また3階の一部を使用して営業していた。なお、現在はその名称は廃止となっている。
1972年（昭和47年）3月、「F&F（エフ・エフ）専門店街」として開業した。1980年代初期から2000年代前期までは、運営会社「株式会社エフエフショッピングセンター」（後述）が運営していた。会社解散後、吉祥寺エフエフ商業協同組合が運営していた。
2010年（平成22年）3月14日の伊勢丹閉店後もそのまま営業を継続。10月15日のコピス開業に伴い、名称を「コピスエフエフ」に改称。一部のテナントが引き続き営業しており、新テナントも入居するなどしたものの、一方で撤退する店舗も相次いだ。
また、2009年9月11日からコピス開業まで、フリーマガジン「FF」を発行・配布していた。
なお、A館3階の屋上庭園は当初『吉祥庭園Sora』として営業していたが、後に「GREENING広場」としてリニューアルし、現在も憩いの場として親しまれている。

#### 店舗ギャラリー

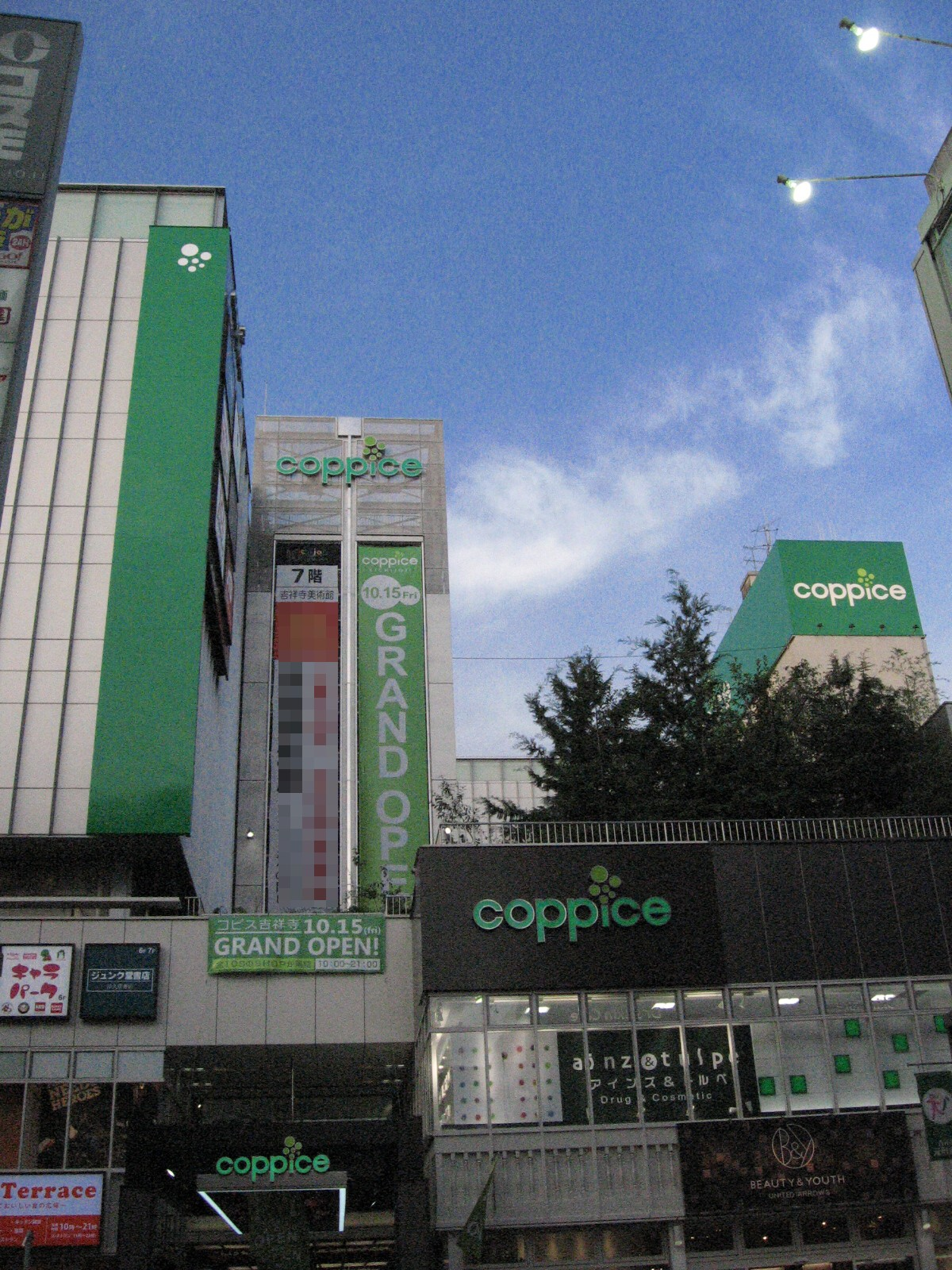
開業当時のコピス吉祥寺A館（2010年10月撮影）
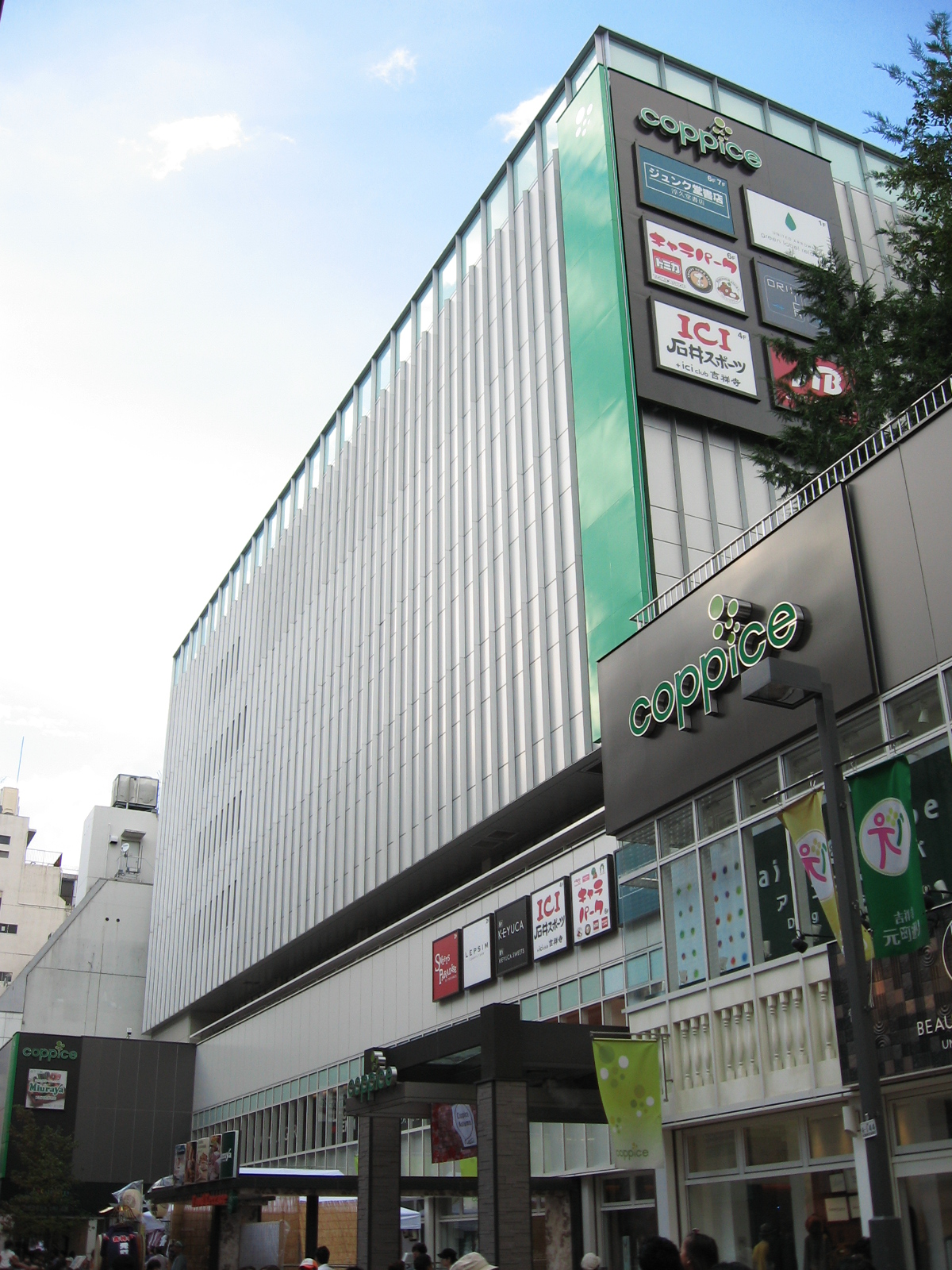
コピス吉祥寺A館・西棟
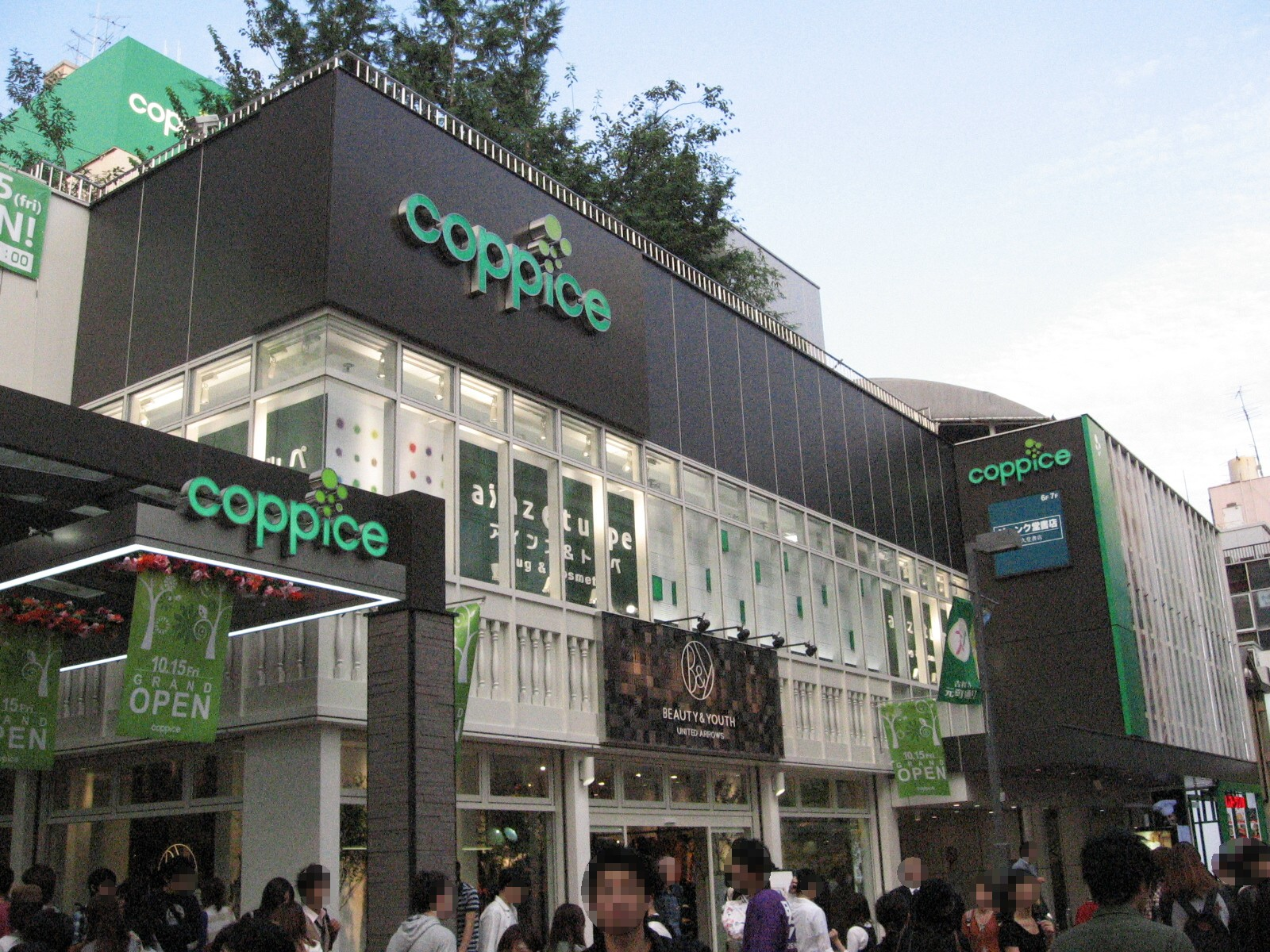
コピス吉祥寺A館・東棟
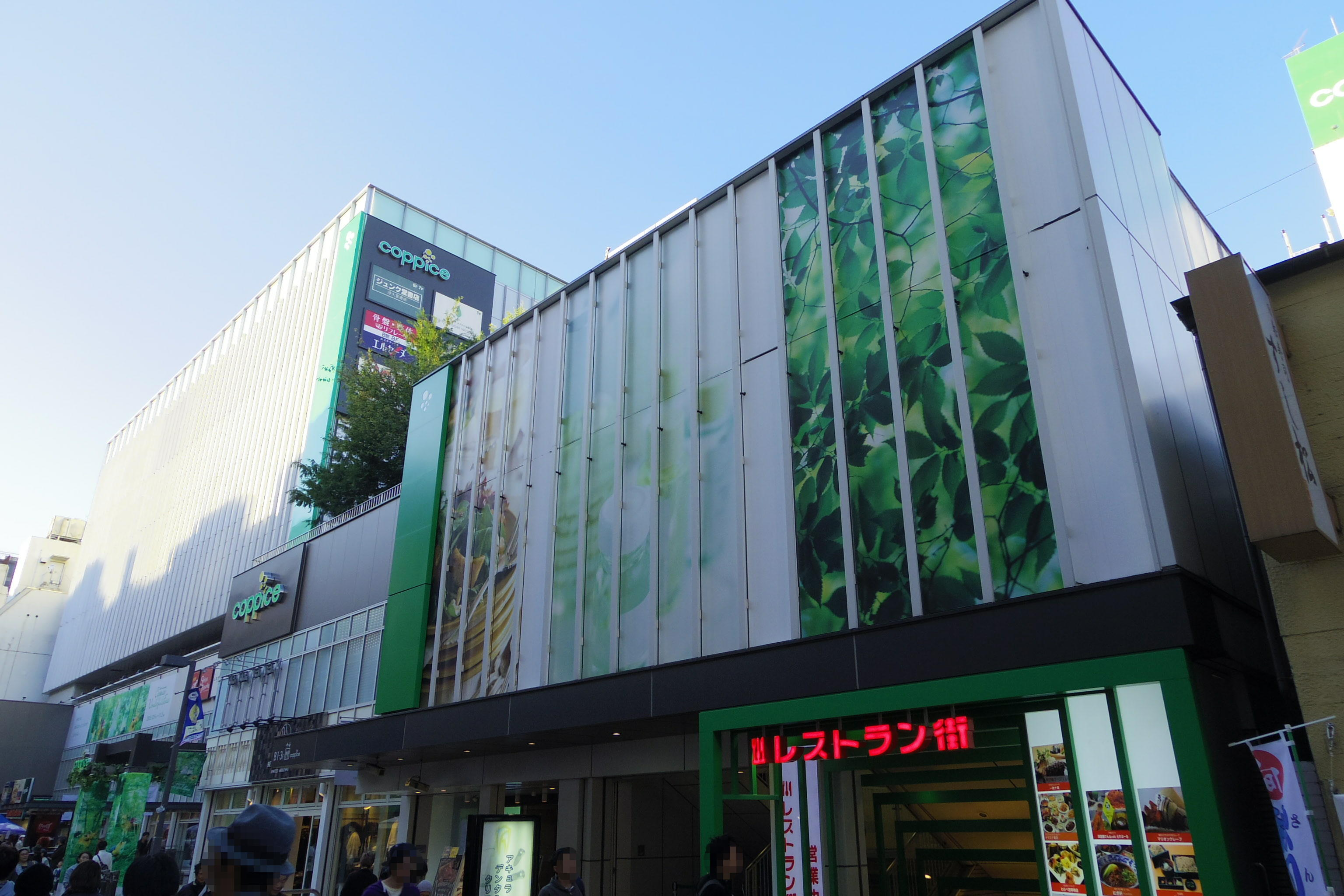
コピス吉祥寺A館・東棟

## 付帯施設

コピスふれあいデッキ こもれび
イベント「大吉祥抽選会2016」開催中の様子

コピスふれあいデッキ こもれび
元町通りにあるA館1階部分にあり、主にイベントスペースとして使用される。むさしのFMの公開生放送もよく行われている。
コピス吉祥寺の開業に合わせ、新名称を一般公募したところ、この名称が採用された。

## 武蔵野市立吉祥寺美術館
武蔵野市立吉祥寺美術館（むさしのしりつきちじょうじびじゅつかん）は、本ビルA館7階にある美術館。日常生活と文化・芸術を楽しむ場として、武蔵野文化事業団により2002年（平成14年）2月に開設された。おもに野田九浦の日本画をはじめ、油彩、版画、写真など2000点もの作品が収蔵されている。
各種企画展を開催する企画展示室のほか、武蔵野市民の憩いの場である「市民ギャラリー」や、浜口陽三や萩原英雄といった有名作家の記念展示室もある。
美術館へは、A館6階「キャラパーク吉祥寺」から直通の入口専用階段で行けるほか、元町通り側に「吉祥寺美術館」用の正面入り口から直通エレベーターも運行している。
なお、ロゴマークは永沢まこと（イラストレーター）が手掛けており、英文でKichijoji Art Museumと表記されている。

### 美術館の概要
- 開館時間：10:00 - 19:30（音楽室は9:00 - 21:00）
- 休館日：毎月最終水曜日、年末年始（12月29日 - 1月3日）、展示替および施設保守点検期間
- 入館料：100円（小学生以下、65歳以上、障害者は無料）

### 館内設備
- 企画展示室
- 常設展示室
- 音楽室
- ミュージアムショップ

## フロア構成
（2024年（令和6年）10月現在）
※注 コピス吉祥寺に分類されるフロアを(コ)と表記する。
| 階 | B館                                            |                                               | A館                                           | A館                                           | A館    |
| -- | ---------------------------------------------- | --------------------------------------------- | --------------------------------------------- | --------------------------------------------- | ------ |
| R  | ルーフバーベキュー(コ) （デジキューBBQテラス） |                                               |                                               |                                               |        |
| 8  | ビューティーサービス(コ)                       |                                               |                                               |                                               |        |
| 7  | ブックス(コ) （ジュンク堂書店）                |                                               | 吉祥寺美術館                                  |                                               |        |
| 6  | ブックス(コ) （ジュンク堂書店）                | (連絡通路)                                    | キャラパーク吉祥寺(コ)                        |                                               |        |
| 5  | ベビー&キッズ(コ)                              | (レストスペース)                              | ベビー&キッズ(コ)                             |                                               |        |
| 4  | アウトドアスポーツ(コ) （石井スポーツ）        | (連絡通路)                                    | バラエティグッズ(コ)                          |                                               |        |
| 3  | インテリア ライフスタイルグッズ (コ)           | (連絡通路)                                    | インテリア ライフスタイルグッズ (コ)          | GREENING広場                                  |        |
| 2  | ファッション ライフスタイルグッズ(コ)          | (連絡通路)                                    | ファッション ライフスタイルグッズ(コ)         | ファッション ライフスタイルグッズ(コ)         |        |
| 1  | ファッション・ファッショングッズ(コ)           | ファッション・ファッショングッズ(コ)          | ファッション・ファッショングッズ(コ)          | ファッション・ファッショングッズ(コ)          |        |
| 1  |                                                | ふれあいデッキこもれび                        |                                               |                                               |        |
| B1 | スーパーマーケット・フードテラス(コ) (三浦屋)  | スーパーマーケット・フードテラス(コ) (三浦屋) | スーパーマーケット・フードテラス(コ) (三浦屋) | スーパーマーケット・フードテラス(コ) (三浦屋) |        |
| B2 | 駐車場                                         | 駐車場                                        | 駐車場                                        | 駐車場                                        | 駐車場 |
| B3 | 駐車場                                         | 駐車場                                        | 駐車場                                        | 駐車場                                        | 駐車場 |

## 伊勢丹吉祥寺店

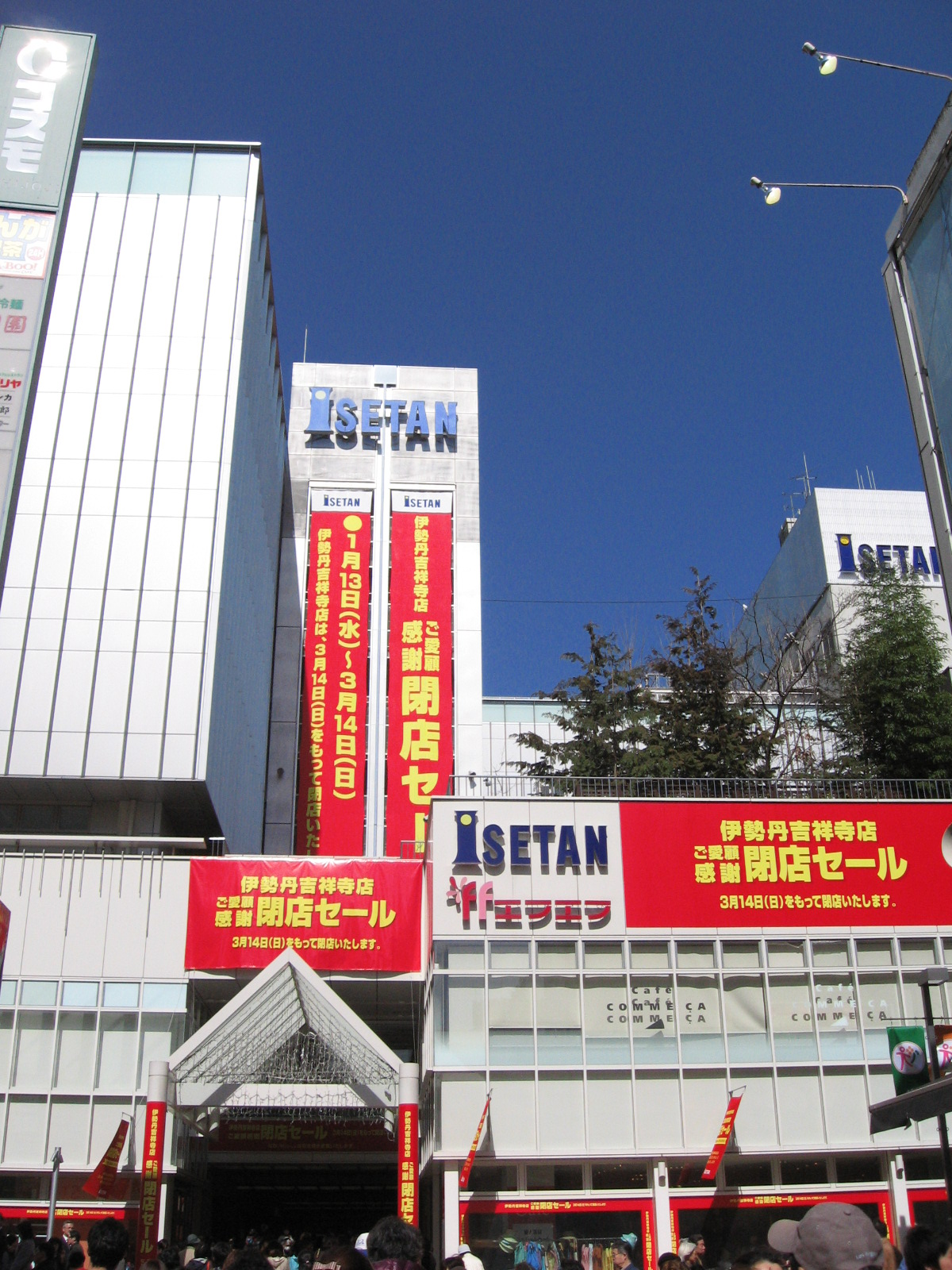
伊勢丹吉祥寺店の閉店セール
新館（A館）側
（2010年3月14日）

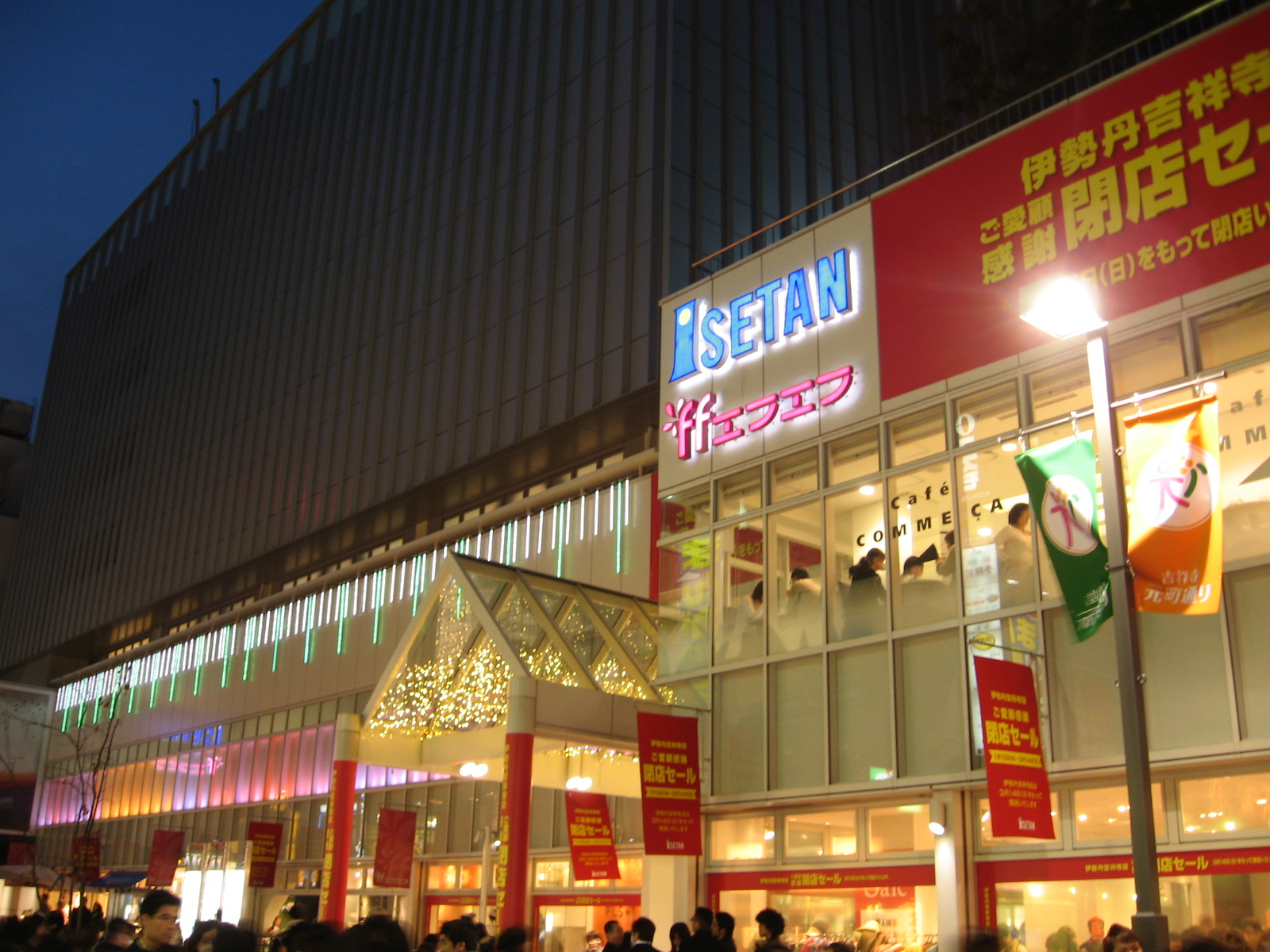
伊勢丹吉祥寺店の閉店当日
夜のA館正面入口
（2010年3月14日）

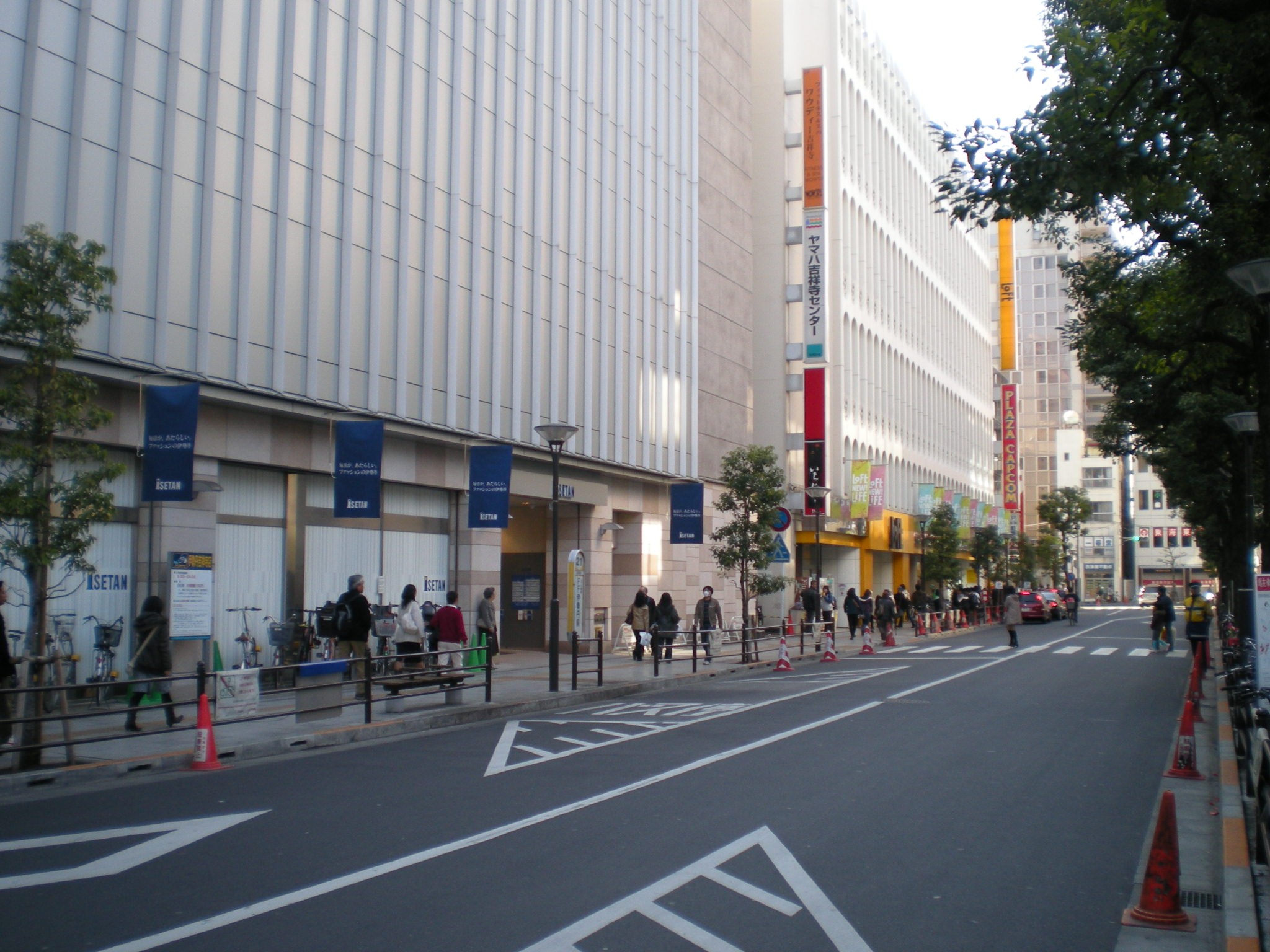
伊勢丹吉祥寺店
入口前にムーバス「FF・伊勢丹前」停留所がある
（2008年3月）

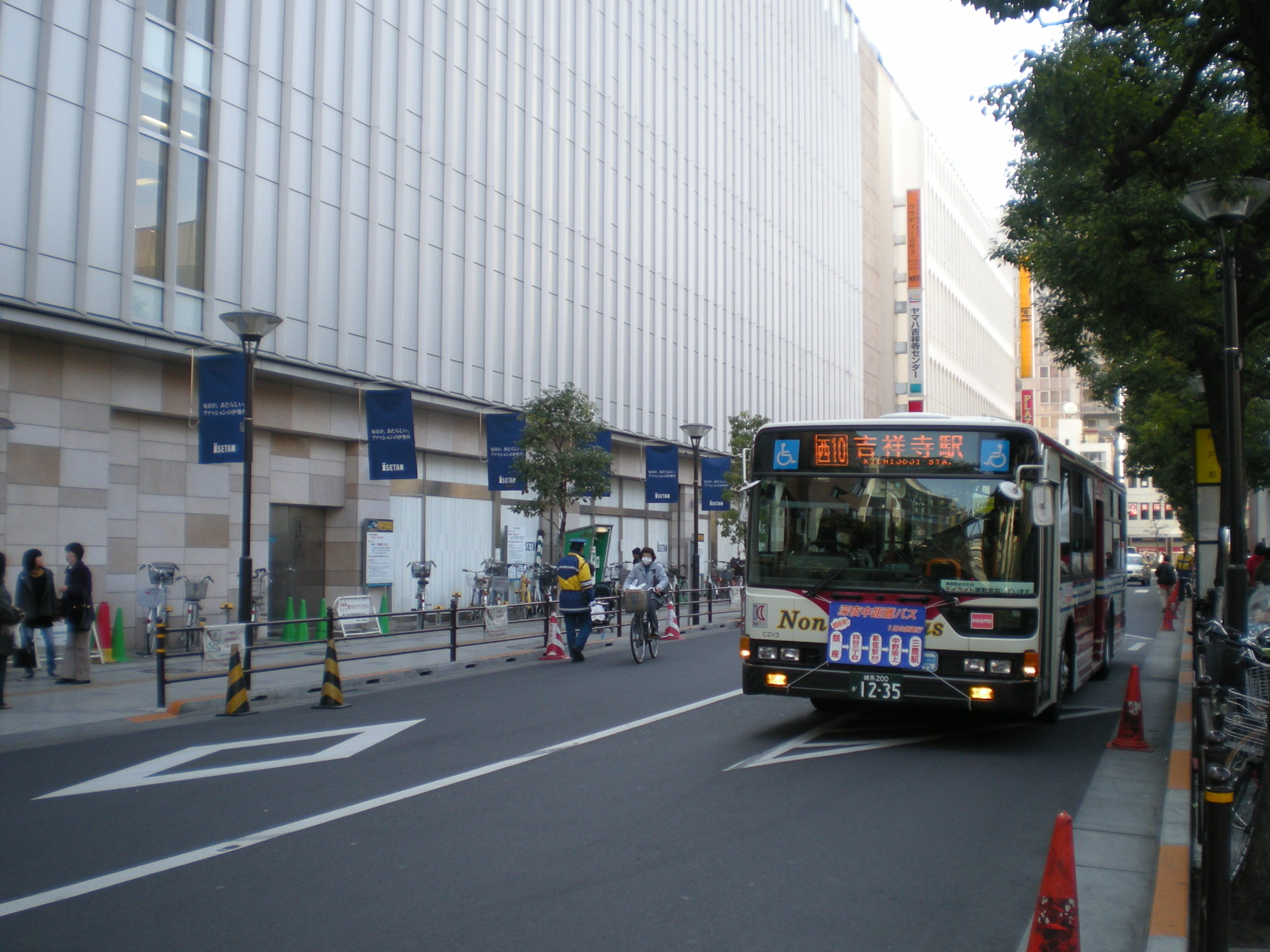
伊勢丹吉祥寺店
一般路線バス（関東バス）の停留所名は「FF前」だった
（2008年3月）

伊勢丹吉祥寺店（いせたんきちじょうじてん）は、かつて本ビルで営業していたデパート。三越伊勢丹ホールディングスグループの中心企業である、株式会社伊勢丹（当時）が直営していた。本ビル完成の1971年（昭和46年）11月10日から2010年（平成22年）3月14日まで、38年4か月にわたり営業していた。

### 伊勢丹吉祥寺店の歴史

#### 吉祥寺初の百貨店
伊勢丹の出店から3年ほど前の1968年（昭和43年）に、吉祥寺に百貨店を誘致する住民アンケートにおいて、51.3%の消費者から厚い支持を受け、当時建設中だったF&Fビルのキーテナントとして、伊勢丹を誘致することが決定した。エフエフショッピングセンターの開業より4か月早い1971年（昭和46年）11月10日に、吉祥寺地区における最初の百貨店として誕生した。
開店当時の広告は、モデルの女性が海の輝きを背景に微笑むという、いかにも1970年代らしさを感じさせるものだった。

#### 吉祥寺の中核として
開店以来、商業都市として発展を遂げる吉祥寺の中核を担うとともに、その後、1974年（昭和49年）に相次いで開店した近鉄百貨店東京店、東急百貨店吉祥寺店とともに熾烈な競争を展開した。また南口には1960年（昭和35年）10月に開業した丸井吉祥寺店があり、「東の近鉄、西の東急、南の丸井、北の伊勢丹」と、吉祥寺を代表する4大商業施設の一つとして、長く市民や買い物客らに親しまれてきた。
なお、東急百貨店吉祥寺店は1972年頃までは吉祥寺名店会館だった。近鉄百貨店東京店は2001年（平成13年）2月に閉店し、2001年6月から2006年5月までは三越と大塚家具が入居していたが、現在はヨドバシ吉祥寺となっている。
吉祥寺最古の百貨店として、伊勢丹は30年以上の長きにわたり、ファッション・ブランド志向の強い百貨店として存在感を示してきた。1997年（平成9年）3月期には、221億円もの売上高を計上し、同店開店以来の最高収益を達成した。

#### 地域競争の激化と閉店
2000年代に入ると、バブル崩壊後の平成不況による百貨店業界の不振が深刻化した。こうした状況を乗り切るため老舗百貨店の合併が相次ぎ、2003年には三越と伊勢丹が合併して三越伊勢丹となった。伊勢丹吉祥寺店でも、吉祥寺地区の商業施設集積により周辺地域の競争がさらに激化したこともあり収益が悪化、経営削減にも取り組んだものの収益性の確保が困難となった。なお、同店の2009年（平成21年）3月期の売り上げは174億3,200万円だった。
三越伊勢丹ホールディングスでは2000年代以降、経営改革の一環として郊外型百貨店の不採算店舗の閉鎖を進めており、ついに2009年（平成21年）5月に伊勢丹吉祥寺店の閉店を決定し、翌2010年3月をもって同店を閉店し、吉祥寺から撤退することを発表した。
2009年（平成21年）10月から半年近くにわたり感謝セールを開催。2010年（平成22年）3月14日の営業最終日には、閉店セールに多数の客が来店した。同日19時をもって全営業を終了し、店長が来店客らに挨拶した。店長以下、従業員一同が深々と一礼をし、38年4か月にわたる歴史に幕を下ろした。閉店直後も写真を撮影したりオリジナルの紙袋をもらう客らで賑わった。
4年前の2006年（平成18年）5月には、近鉄百貨店東京店跡地（現：ヨドバシ吉祥寺）に出店していた三越吉祥寺店が閉店したのに続き、伊勢丹吉祥寺店の閉店により、三越伊勢丹の百貨店が吉祥寺から撤退した。
なお東京多摩地域では、伊勢丹吉祥寺店と同様に駅前再開発のシンボルとして百貨店が自治体から誘致されるケースが多く、1980年代から1990年代前半にかけてはそごう（八王子そごう、多摩そごう、柚木そごう）、1996年には伊勢丹府中店が再開発により誘致されたが、いずれも閉店しており、跡地はコピス吉祥寺と同様にショッピングセンターとなることが多い。

### 閉店時のフロア構成
本ビルB館（地上8階、地下1階）全館と、A館地上6階 - 地下1階部分を使用していた。
2010年（平成22年）3月14日の営業終了時点でのフロア構成は以下の通り。
| 本館 | 本館                                                               | 新館 | 新館                                                                             |
| 階   | 売場                                                               | 階   | 売場                                                                             |
| ---- | ------------------------------------------------------------------ | ---- | -------------------------------------------------------------------------------- |
| 8    | レストラン街「イートパラダイス」                                   | -    | -                                                                                |
| 7    | 催事場、メガネサロン、伊勢丹トラベル                               | -    | -                                                                                |
| 6    | 和・洋食器、家庭用品、呉服、宝飾、時計、商品券、ギフトステーション | 6    | 寝具・寝具ギフト、タオル、エプロン、スリッパ、インテリア、ハートフルステーション |
| 5    | ベビー・子供服用品                                                 | 5    | 伊勢丹写真室ピーサイト、リフォームサロン、スクールユニフォーム                   |
| 4    | 紳士服・洋品・雑貨                                                 | 4    | コムサイズム ドットアイ、ヘアーサロン「ズッソ・エフ」                            |
| 3    | 婦人服                                                             | 3    | 婦人服                                                                           |
| 2    | 婦人服（大きいサイズの婦人服）、婦人肌着・ナイトウェア             | 2    | 婦人服                                                                           |
| 1    | 婦人服、ハンドバッグ、化粧品                                       | 1    | 婦人服飾雑貨、アクセサリー、生花                                                 |
| B1   | 食料品                                                             | B1   | 食料品、クリーニング『白洋舍』                                                   |

それ以前に、一時期、新宿本店などと同様に「男の新館」「伊勢丹志にせ街」といった当時の伊勢丹を象徴する売り場も展開していた。また、本館屋上にテニスコートが敷設されていたこともあった。

## 近隣施設
- 武蔵野商工会館（吉祥寺市政センター及びむさしのFM本社スタジオがある）
- 月窓寺 - 向い側
- 吉祥寺Loft - 隣接
- 吉祥寺第一ホテル
- 東急百貨店吉祥寺店
- ダイヤ街
- サンロード